# Truióvaia Maza
Truióvaia Maza (en rus: Труёвая Маза) és un poble de l'óblast de Saràtov, a Rússia, segons el cens del 2010 tenia 124 habitants. Pertany al districte municipal de Volsk.